# امبوهیتسارا ام
امبوهیتسارا ام (به لاتین: Ambohitsara M) یک سکونتگاه مسکونی در ماداگاسکار است که در واتوواوی-فیتووینانی واقع شده‌است.

## خصوصیات
امبوهیتسارا ام ۷٬۰۰۰ نفر جمعیت دارد و ۱۰۰ متر بالاتر از سطح دریا واقع شده‌است.